# Katarina Šubić
Katarina Šubić (polj. Katarzyną Legnica-Brzeg) († prije 5. ožujka 1358.), hrvatska kneginja iz velikaškog roda Šubića Bribirskih. Bila je kći kliškog, skradinskog i omiškog kneza Mladena III. († 1348.) i Jelene Nemanjić († 1355.), kćerke srpskog kralja Stefana Uroša III. Dečanskog (1321.-1331.).
Udala se 1326. godine za poljskog velikaša Boleslava III. Velikodušnog (1291.-1352.), kneza Legnica i Brzega s kojim nije imala djece. To je njemu bio drugi brak. U prvom braku s princezom Margaretom Bohemskom († 1322.), kćerkom češkog kralja Vjenceslava II. i njegove prve žene Judite Habsburške, imao je troje djece. Boleslav III. je ostavio Katarini oporučno kneštvo Brzeg kojim je ona vladala do svoje smrti.